# Alan R. Battersby
Sir Alan Rushton Battersby FRS (født 4. marts 1925, død 10. februar 2018) var en engelsk organisk kemiker, der er bedst kendt for sit arbejde der definerede imtermediater i den biosyntetiske vej til vitamin B12 og reaktionsmekanismerne for de involverede enzymer. Hans forskningsgruppe var notabel for sin syntese af isotopmærket precursorer til studiet af alkaloidbiosyntese og stereokemi i enzymreaktioner.
Han modtog adskillige priser i løbet af sin karriere bl.a. Royal Medal i 1984, Tetrahedron Prize i 1995 og Copleymedaljen i 2000. Han blev slået til ridder ved 1992 New Year Honours. Battersby døde i februar 2018 i en alder af 92.